# Vicente Marco Aguilar
Vicente Marco Aguilar (València, 1966) és un escriptor de novel·les, relats i teatre d'Alboraia.

## Obres
Novel·les:
- Murmullos (2000)
- Los trenes de Pound (2009)[4]
- El collage de Orsson Beans (2012,[4] El búho de Minerva): amb pròleg de Javier Sarti[5]
- Ya no somos niñas (2012)[4]
- Resaca negra[2]
- Some Folks A cuatro manos (2013, Almuzara)[6]

Teatre:
- Terapia de bala
- 12 gentes en coches de 8[3]

## Premis
- Edcició número 44 dels Premi Internacional de Contes Miguel Unamuno, convocat per Caja Duero, per Un sobre para Rndez[7]
- XVII Certamen de Relats Curts 'Tierra de Monegros'[8] per l'obra El desorden de los números cardinales[4]
- XXIX Premi Novel·la de Jaén per Some Folks A cuatro manos[6] i Ópera Magna[2]
- Premi literari València 2015, concedit per la Institució Alfons el Magnànim, per la novel·la Mi otra madre[2]
- Premi Tiflos per Los trenes de Pound
- Finalista del Premi Ateneo Valladolid per El collage de Orsson Beans
- Finalista del Premi Logroño per Ya no somos niñas
- Premi Nacional de Teatre Castelló a Escena 2013
- Premi Fray Luis de León de Teatro l'any 2014[4]